# 그레이트야머스

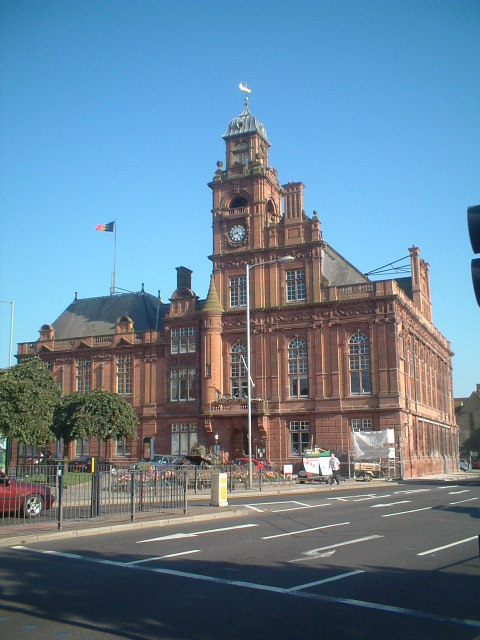
그레이트야머스

그레이트야머스(Great Yarmouth)는 잉글랜드 노퍽주의 도시로, 인구는 47,288명이다.